# Уусикаупунки
Уусикаупунки (на фински: Uusikaupunki; на шведски: Nystad, Нюстад) е град във Финландия, провинция Западна Финландия. Разположен е на около 70 км северозападно от град Турку на брега на Ботническия залив. Населението му е 15 828 жители (31 януари 2011). През 1721 година в Нюстад е подписан руско-шведският договор, който слага край на Великата северна война.